# 노이하우젠 라인팔역
노이하우젠 라인팔역(독일어: Neuhausen Rheinfall)은 스위스 샤프하우젠주 노이하우젠 암 라인팔에 있는 기차역이다. 역은 2015년 12월 13일에 라인 폭포의 관광 명소에 서비스를 제공하기 위해 문을 열었다. 이 역은 다리와 엘리베이터의 조합으로 폭포 바로 아래의 라인강변으로 연결된다.

## 위치
이 역은 스위스 취리히와 샤프하우젠 사이의 노선에서 국제 국경을 두 번 건너는 스위스 연방 철도(SBB)의 에글리자우-노이하우젠선에 있다. 이 역은 SBB에서 운영하며 취리히와 샤프하우젠 사이의 취리히 S-반 노선 S9와 예슈테튼과 샤프하우젠 사이의 샤프하우젠 S-반의 중간 정류장이다. 두 노선 모두 하루 종일 매시간 운행하며, 결합하여 샤프하우젠을 오가는 30분 간격 서비스를 제공한다.
노이하우젠 라인팔역은 노이하우젠에 있는 3개의 역 중 하나이며, 나머지 2개는 같은 노선에 있는 샤프하우젠 방향의 다음 역인 노이하우젠역과 다른 노선에 있는 노이하우젠 바디셔역이다. 노이하우젠 바디셔역은 북서쪽으로 약 500m 떨어져 있으며, 노이하우젠역은 북동쪽으로 750m 떨어져 있다. 라인 폭포를 운행하기 위한 두 개의 역 중 하나이며, 다른 하나는 강 반대편에 있는 슐로스 라우펜 암 라인팔역이다.

## 세관
다음 역은 독일에 있는 예스테텐이므로 노이하우젠 라인팔은 독일에서 오는 승객을 위한 국경 역이다. 세관 검사는 기차와 노이하우젠 라인팔역에서 스위스 공무원이 수행할 수 있다. 스위스가 2008년 솅겐 지역에 합류하면서 체계적인 여권 심사가 폐지되었다.